# Zugbahn
Eine Zugbahn ist ein Begriff aus der Meteorologie, der den Weg, den das Zentrum eines Tiefdruckgebiets oder Hochdruckgebiets mit der Zeit zurückgelegt hat beschreibt. Häufig wird der Begriff im Zusammenhang mit dem vergangenen oder errechneten zukünftigen Weg eines höher klassifizierten Sturms (Orkans oder Taifuns) benutzt. 

## Vorhersagen der Zugbahnen von Stürmen
Die Vorhersagen der Zugbahnen wird durch Wetterballons, Satellitenaufnahmen und (besonders in den Vereinigten Staaten) durch sogenannte Stormchaser getroffen, welche den Weg der Unwetter beobachten. Diese geben die Daten über das Internet bzw. netzabhängige Intranet weiter, mit dem die Wetterdienste und Wetterwarndienste miteinander vernetzt sind. Diese geben die Information an die Massenmedien weiter.

## Auswirkungen der Zugbahnen von Stürmen
Die Vorhersagen werden, unterstützt durch die Beobachtungen der Bevölkerung über die lokalen Wetterwarndienste, für Extremwetterlagen und bisweilen eine notwendige Evakuierungen der betroffenen Gebiete genutzt.
Auch der Flugverkehr wird um die erkannten Gebiete herumgeleitet. Das hat damit zu tun, dass der Druck insbesondere im sogenannten Auge auf die Tragflächen zu groß werden würde und es somit zu Materialermüdung kommen könnte. Auch bestimmte Wolkenformationen darf ein Pilot nicht durchfliegen, sondern muss sich eine geeignete Lücke suchen. Sollte sich ein Durchfliegen nicht vermeiden lassen, muss er die Auftriebshilfe (wie Fowlerklappe als auch Störklappe) in der korrekten Gradzahl ausfahren.